# 在グアテマラ・スペイン大使館占拠事件
在グアテマラ・スペイン大使館占拠事件（ざいグアテマラ・スペインたいしかんせんきょじけん）は、1980年1月31日にグアテマラのスペイン大使館が農民グループに占拠され、放火により37人が死亡した事件。

## 背景
1980年1月、キチェ族とイシル族の農民グループが、グアテマラ軍の部隊によるキチェ県ウスパンタンでの農民の誘拐と殺害に抗議するため、グアテマラ市への行進に参加した。農民たちは農民団結委員会（Comité de Unidad Campesina,CUC）と、貧民ゲリラ軍（Ejército Guerrillero de los Pobres,EGP）のメンバーに指導され、組織化されていた。抗議者たちは議会での公聴会を拒否された。そして、彼らの法律顧問は殺害された。1月28日、農民たちは一時的に2つのラジオ局を占拠した。

## 経過
1980年1月31日午前11時5分（現地時間）、農民たちは労働者や学生と合流し、グアテマラシティのスペイン大使館に押し掛けた。警察の報告によれば、デモ参加者の一部はナタ、ピストル、火炎瓶で武装していた。
グアテマラ軍が先住民が多く住む地域でスペイン人司祭を殺害した疑いが持たれた時から、スペイン政府はグアテマラの先住民族に同情的であるとみなされていた。
事件の数週間前、イシルとキチェ地域を訪問したスペイン大使マキシモ・カハル・イ・ロペスは、グアテマラの元副大統領エドゥアルド・カセレス・レンホフ、元外務大臣アドルフォ・モリーナ・オランテス、弁護士マリオ・アギーレ・ゴドイと会談した。大使館を占拠した抗議者たちは正午に記者会見を開くと発表し、スペイン大使に「グアテマラ農民が受けた犯罪的抑圧について真実を語れる名誉ある人々であることを知っているので、私たちはあなたに直接連絡する」と書かれた手紙を渡した。
グアテマラでは1978年、労使紛争で労働者たちがスイス大使館を占拠したが、平和的に解決した。
グアテマラのロメオ・ルカス・ガルシア大統領はグアテマラ警察のゲルマン・チュピナ・バラオナ長官やドナルド・アルバレス・ルイス内務大臣と協議した。その結果、スペイン大使による交渉の呼び掛けにもかかわらず、大使館を占拠したグループを強制排除することが決まった。正午少し前、デモ参加者が不満を表明する前に、約300人の武装警官が大使館を包囲し、電気、水道、電話回線を遮断した。国家警察は、スペイン大使が国際法に違反していると叫んだため、大使館の1階と3階を制圧し始めた。農民たちは、人質の大使館員とともに、大使館2階の大使の執務室にバリケードを構築した。
警察はオフィスのドアを破り、火炎瓶と一緒に火をつけた物質、おそらく白リン弾を投げ込んだ。どのように火災が発生し、誰が責任を負っているのかについては、現在まで論争の的となっている。火は2階を焼き尽くし、デモ参加者と人質が生きたまま焼かれた。警察は消防士に消火活動を禁じた。この火災で元副大統領エドゥアルド・カセレス、元外務大臣アドルフォ・モリーナ・オランテス、活動家のビセンテ・メンチュウ（ノーベル平和賞受賞者リゴベルタ・メンチュウの父親）、スペイン領事ハイメ・ルイス・デル・アルボル、大使館に雇われたスペイン人職員ら37人が死亡した。
スペイン大使カハール・イ・ロペスは窓から逃げて助かった。大使館を占拠したグループで唯一の生存者であるグレゴリオ・ユジャ・ゾナは3度の火傷を負い、スペイン大使とともにHerrera Llerandi病院に運ばれて治療を受けた。2月1日午前7時30分、病院の警備員が撤収した直後、国家警察の私服警官とみられる覆面姿の武装集団20人が病院に押し入り、グレゴリオ・ユジャ・ゾナを連れ去った。彼は拷問を受けた後、射殺された。彼の遺体はサンカルロス大学のキャンパスに放置された。遺体の首には「テロリストとして裁判にかけられた」「次は大使が来る」と書かれたプラカードが掲げられていた。スペイン大使は外交団の手引きで病院から脱出し、グアテマラ国外に逃亡した。

## 余波
グアテマラ政府は声明を発表し、スペイン大使の要請でグアテマラ軍が大使館の敷地内に侵入し、グアテマラ政府が「テロリスト」と呼ぶ大使館の占拠者たちが「人質を道連れに焼身自殺した」と主張した。スペイン大使はグアテマラ政府の発表を否定し、スペイン政府はグアテマラとの外交関係を断絶した。その後、両国の関係は1984年9月22日まで正常化されなかった。
数百人が犠牲者の葬儀に参列し、事件が起きた日を記念して「1月31日人民戦線（Frente patriótico 31 de enero）」というゲリラ組織が結成された。
1999年、リゴベルタ・メンチュウはスペインで、事件当時のグアテマラ大統領ロメオ・ルカス・ガルシア、エフライン・リオス・モント、オスカル・ウンベルト・メヒア・ビクトレスなどグアテマラ政府の元高官らを告発した。2005年、スペインの裁判所は、グアテマラの元内務大臣ドナルド・アルバレスに逮捕状を発行した。アルバレスはメキシコで最後に目撃されており、逃亡者とみなされている。
2009年1月30日、事件29周年の前夜、グアテマラ政府は、元兵士と民兵に対する人権侵害を主張する3350件の刑事告発を受理した。
2015年1月20日、グアテマラの裁判所は、元国家警察長官ペドロ・ガルシア・アレドンドに殺人と人道に対する罪で懲役40年を宣告した。彼はまた、スペイン大使館占拠事件の犠牲者の葬儀で、学生2人を殺害したとして懲役50年を宣告された。この判決の前、ペドロ・ガルシア・アレドンドは2012年に学生の強制失踪に関与したとして、懲役70年を宣告されている。
スペイン大使館占拠事件の犠牲者の名前は、グアテマラ内戦の犠牲者とともに、グアテマラシティのメイン広場に追悼されている。